# Épave du Bertina à Baie-Mahault
Le Bertina est l'épave d'un dragueur de la marine marchande échouée à Baie-Mahault en Guadeloupe depuis le 18 septembre 1989.

## Histoire
Construit au Royaume-Uni sur les chantiers Blyth Dry docks & Shipbuilding Co. Ltd. en 1973 sous le nom W.D Hilbre, il est renommé Bertina en 1983 et devient la propriété de la société Carimat.
Le 18 septembre 1989, l'ouragan Hugo le fait s'échouer dans le secteur Birmingham, en Baie-Mahault sur la commune de Baie-Mahault.

## Description
Le navire mesure 70,66 m de longueur pour une largeur de 11,81 m et une profondeur de 5,11 m. Ses deux moteurs sont des Blackstone de 2 000 ch. Il pouvait ainsi atteindre une vitesse de 11 nœuds et avait une profondeur de dragage de 22 m.

## Galerie

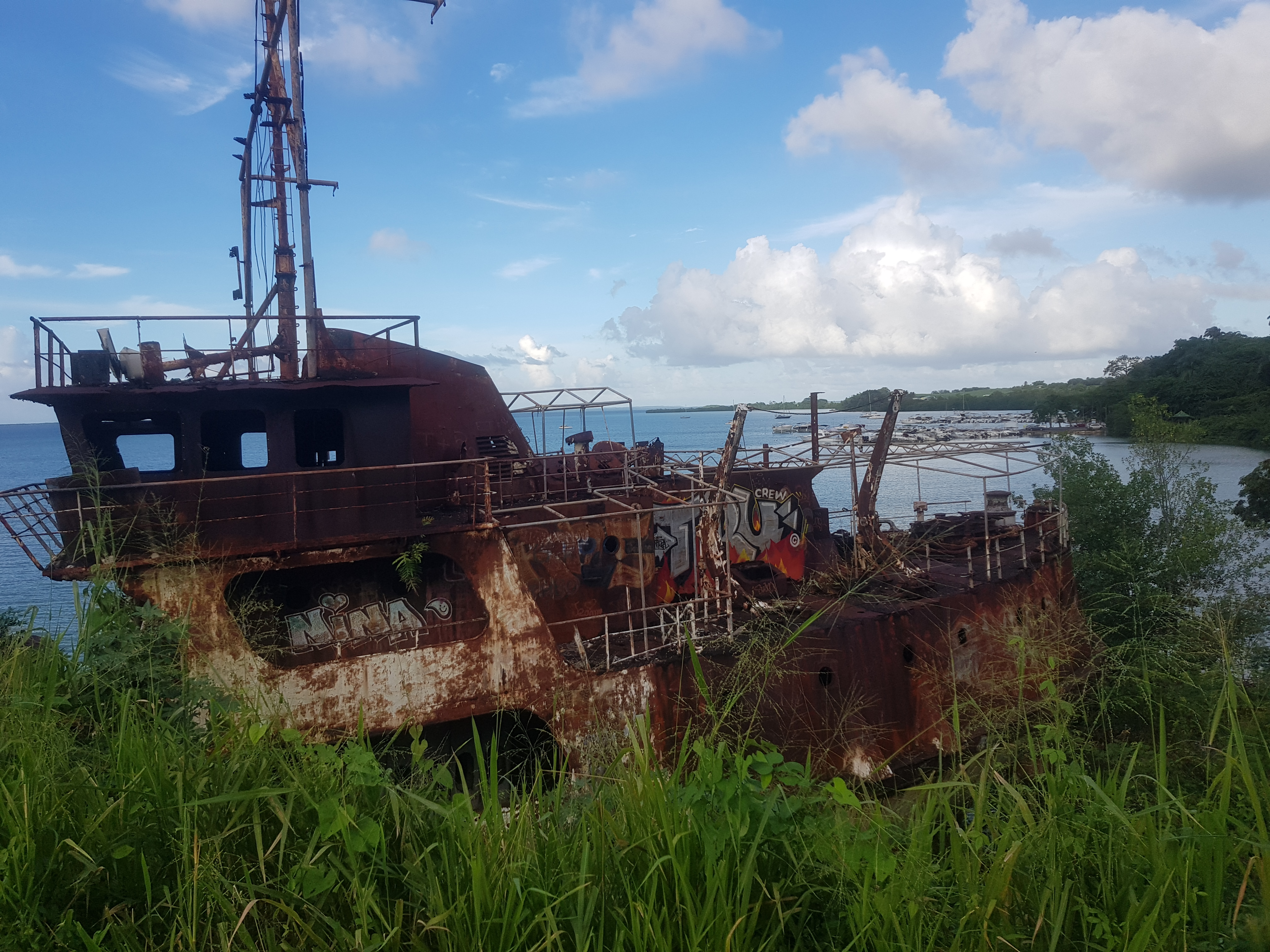
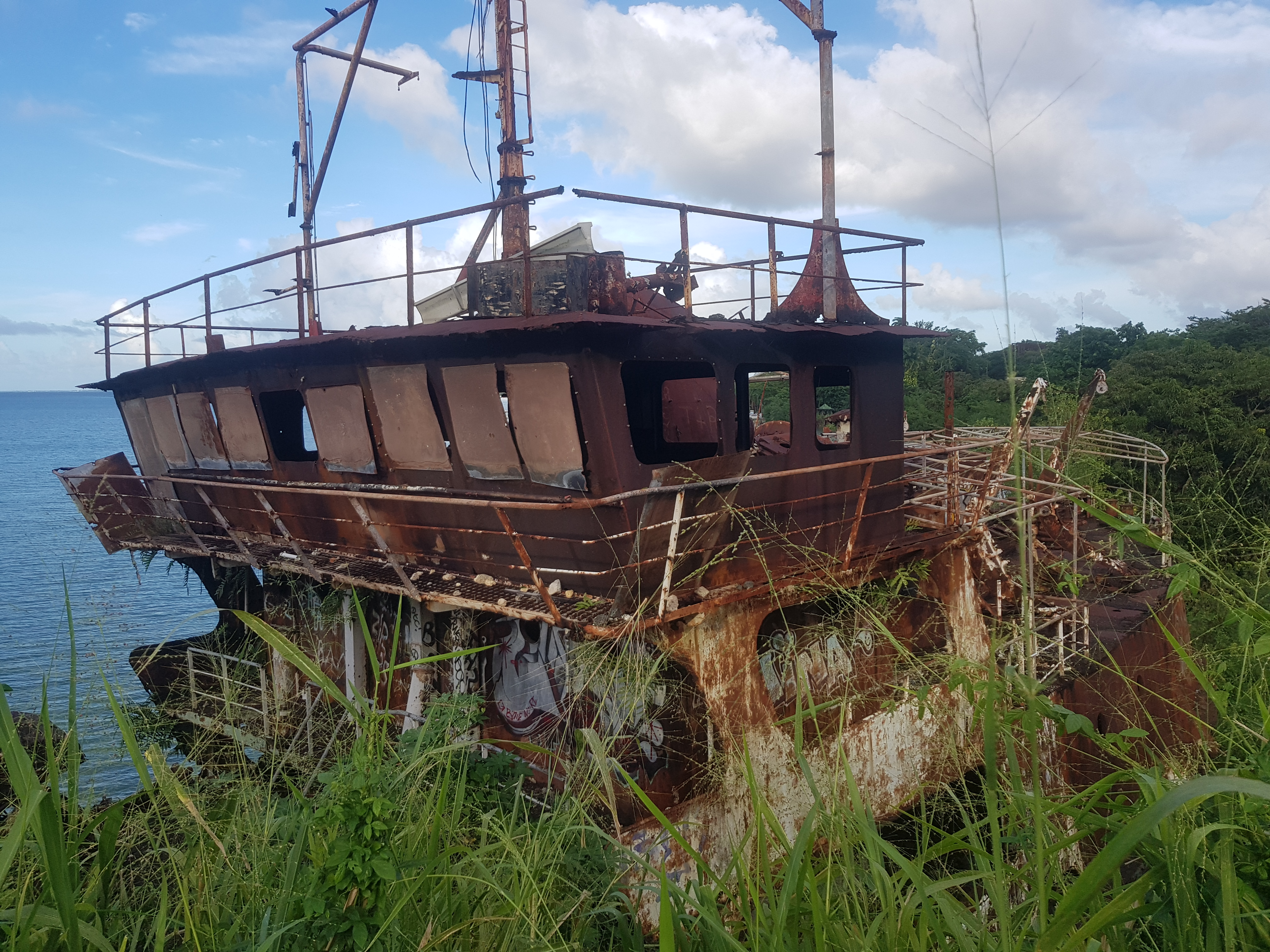
Cabine de pilotage
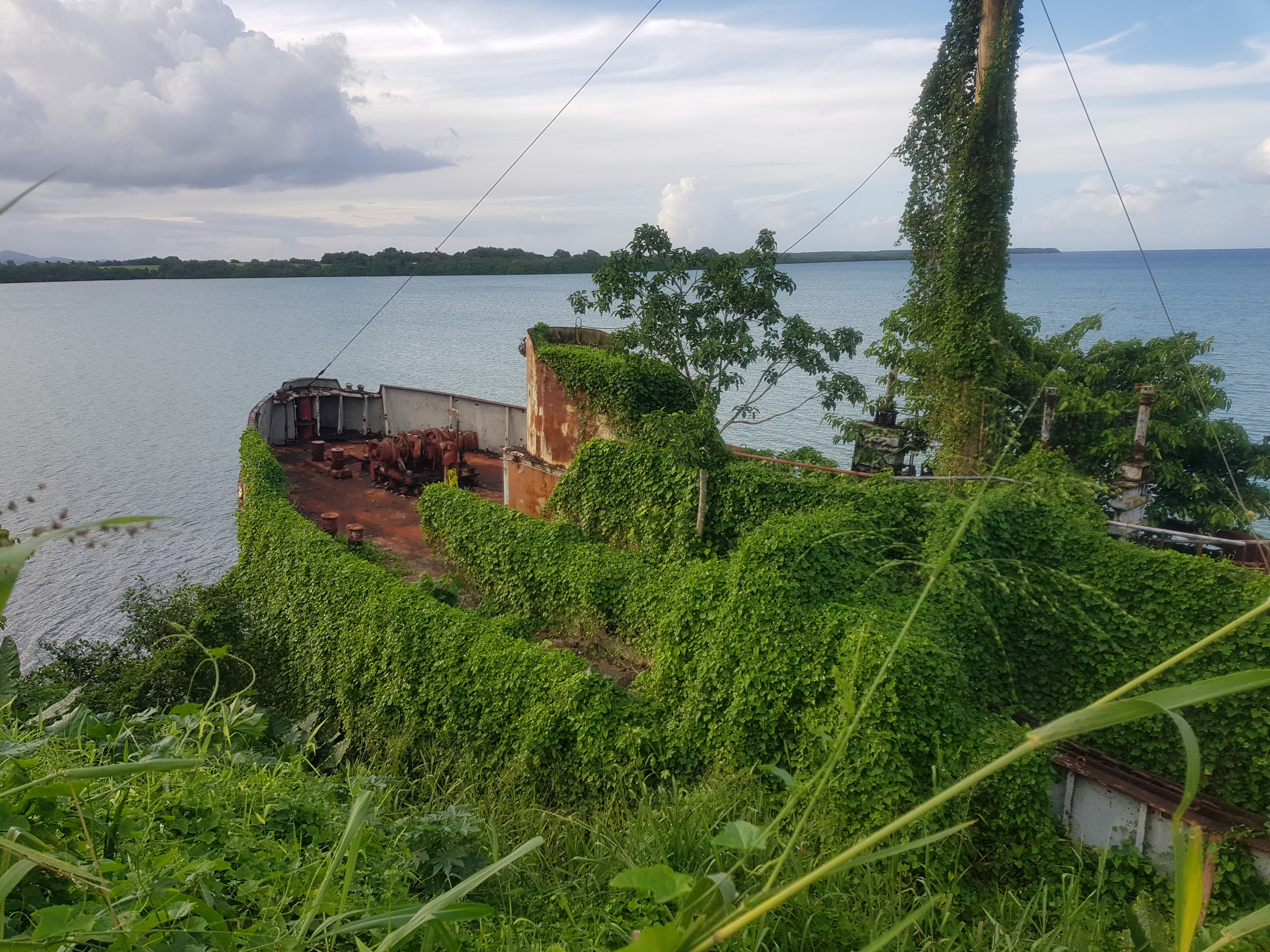
Épave du Bertina et vue sur la baie Mahault
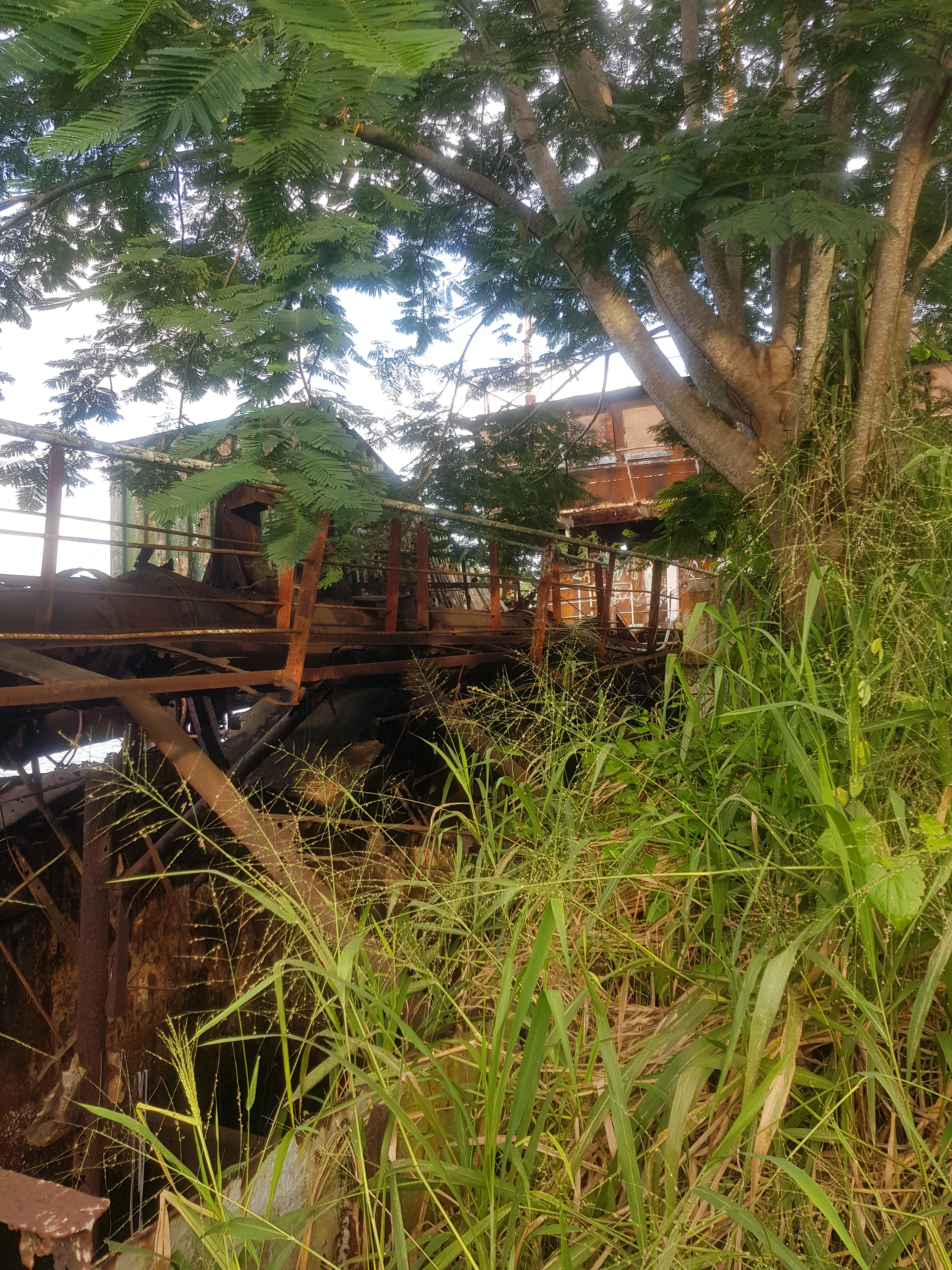
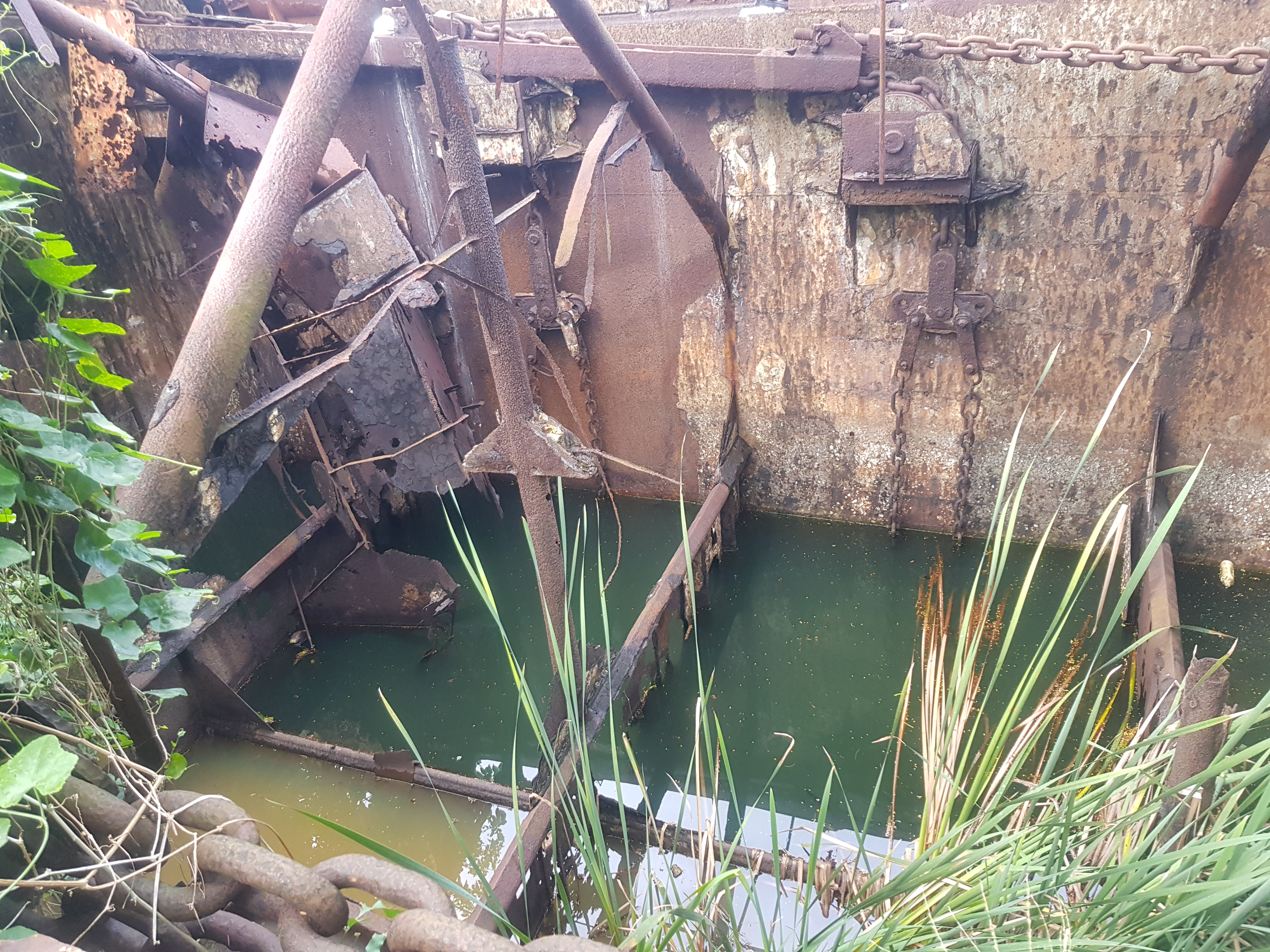
Intérieur de la cale
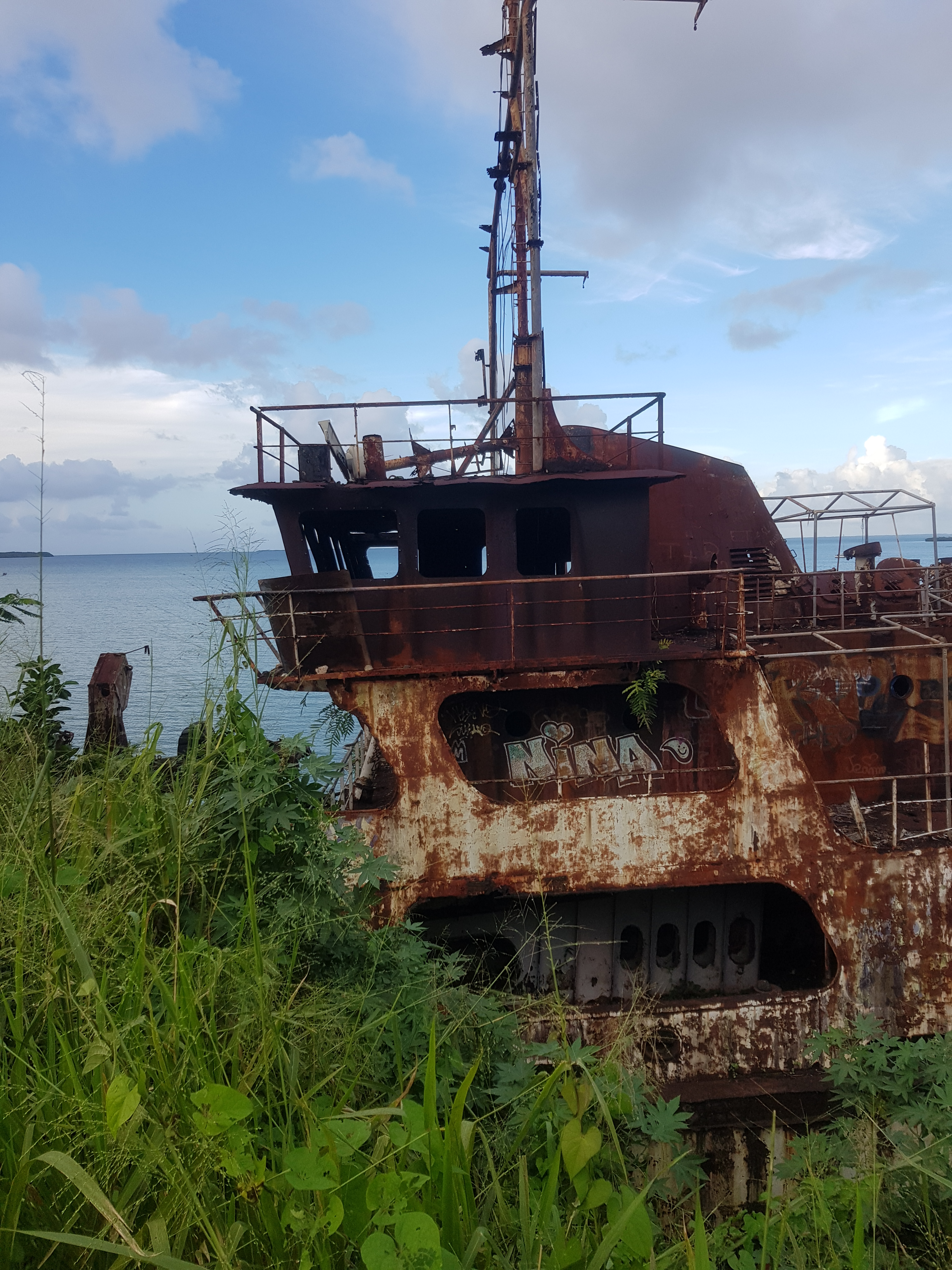
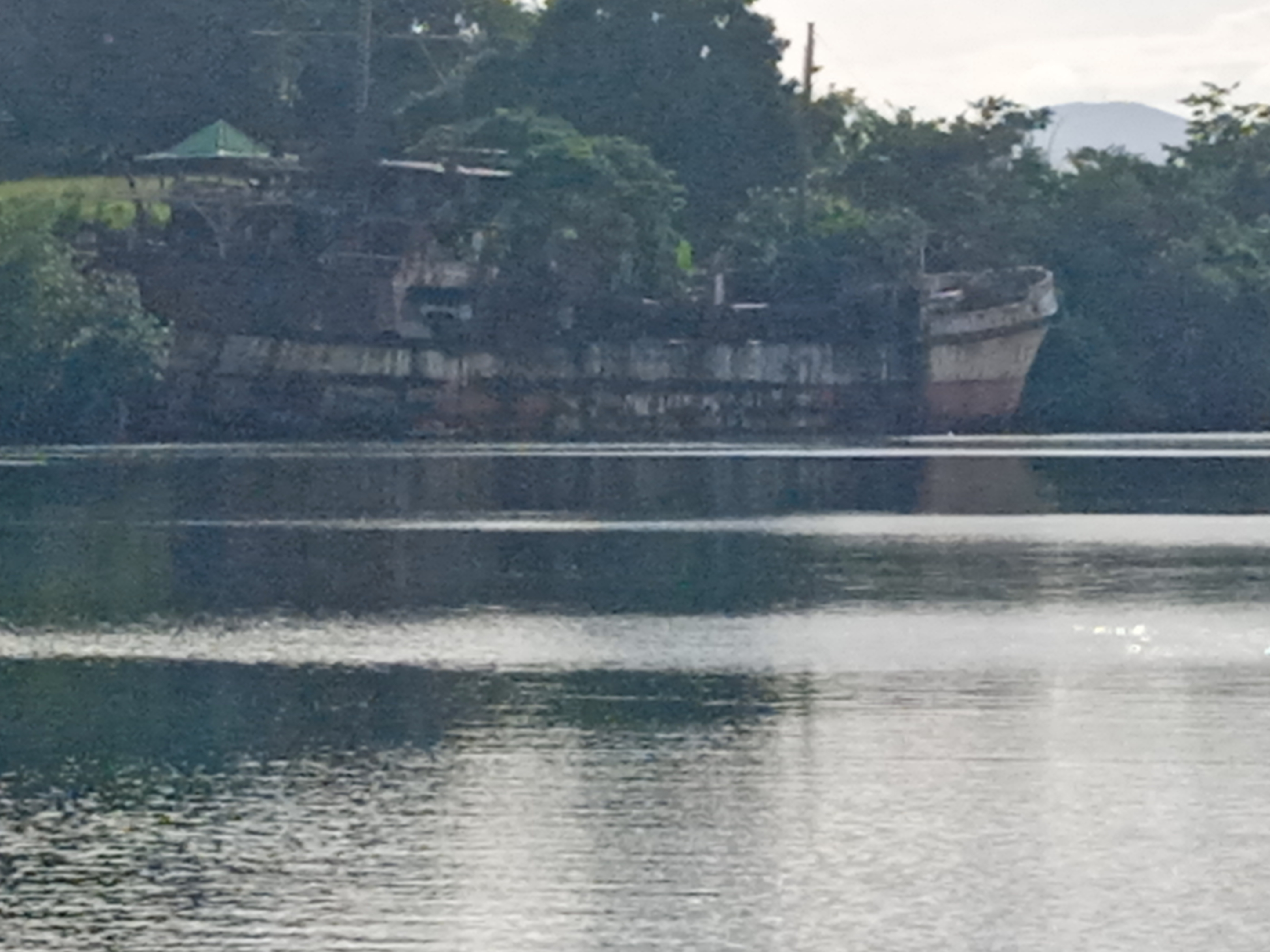
Épave du Bertina, vue complète par la mer.